# Moldavië op het Eurovisiesongfestival 2024

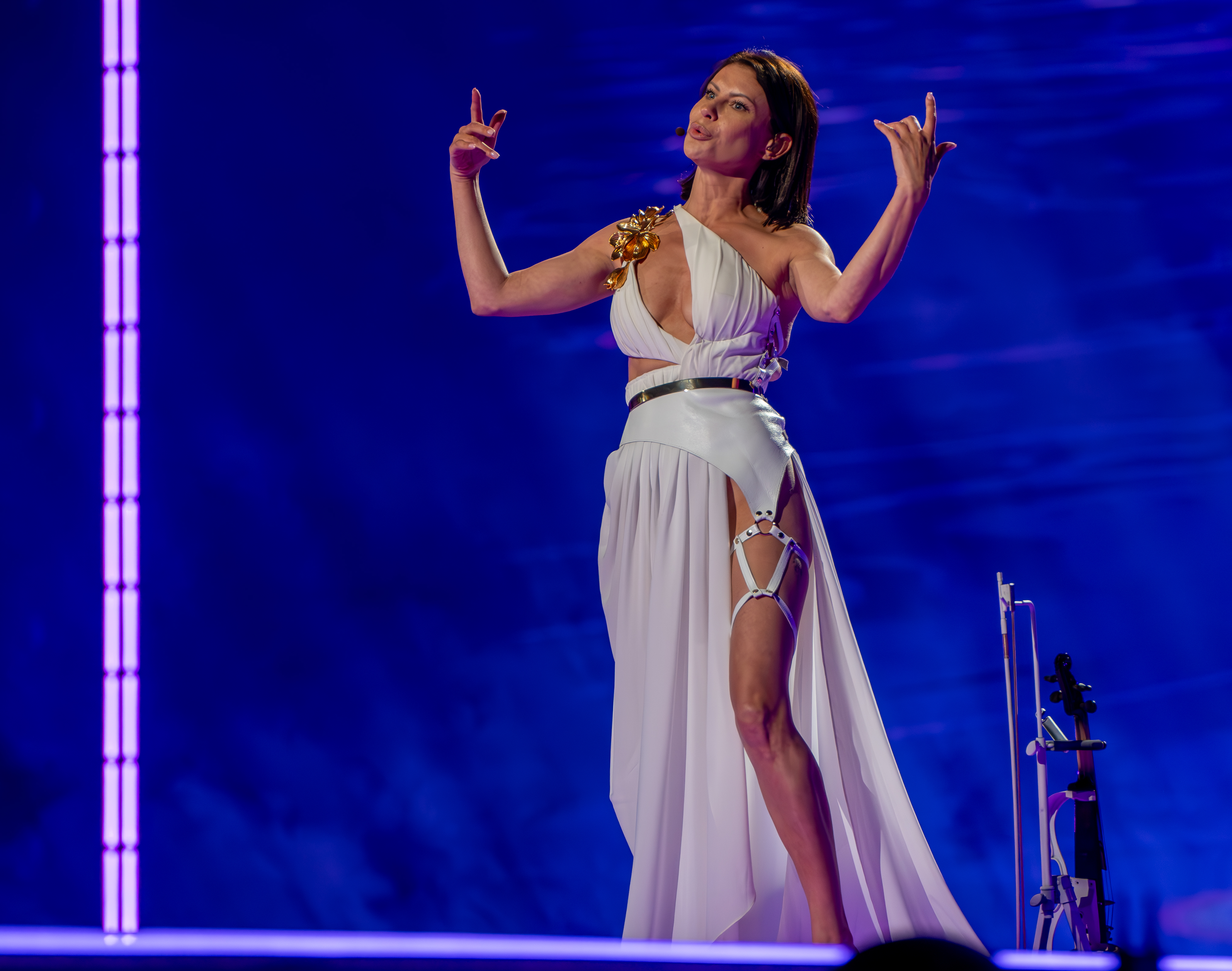
Natalia tijdens de repetities in Malmö

Moldavië nam deel aan het Eurovisiesongfestival 2024 in Malmö, Zweden. Het was de 19de deelname van het land aan het Eurovisiesongfestival. TRM was verantwoordelijk voor de Moldavische bijdrage voor de editie van 2024. 

## Selectieprocedure
Op 22 november 2023 maakte de Moldavische omroep de selectieplannen voor het aankomende songfestival bekend. Op 17 februari 2024 kiest Moldavië de inzending voor Malmö. Net als de afgelopen jaren organiseerde de Moldavische omroep weer een nationale selectie met open inschrijving, gevolgd door audities en de uiteindelijke finale op televisie. De inschrijving werd tevens op 22 november geopend en liep tot en met 22 december. Daarna werd eerst bekeken of de inzending aan de voorwaarden voldoet. Is dat het geval dan wordt de kandidaat uitgenodigd voor de audities die op 13 januari plaatsvonden. Diezelfde avond worden de elf finalisten bekendgemaakt.
Natalia Barbu wist Etapa națională 2024 te winnen en mag daardoor voor de tweede keer Moldavië vertegenwoordigen op het Eurovisiesongfestival, na haar eerdere deelname in 2007. Ze won  de Moldavische finale met haar nummer In The Middle dankzij een hogere jury-uitslag. Valeria Pasha won met grote voorsprong de televote met haar lied Anti-princess. Ze kreeg dubbel zoveel stemmen als Natalia Barbu, die tweede werd met In The Middle. De jury stemde echter omgekeerd en plaatste Barbu op één. Het gevolg daarvan was dat beide dames evenveel punten hadden. Daar leken niet echt regels voor voorzien te zijn dus werd Barbu tot winnares uitgeroepen waarbij de jury-stemming de beslissende doorslag gaf.

## Etapa națională 2024
| Positie | Uitvoerende(n)      | Liedtitel        | Punten |
| ------- | ------------------- | ---------------- | ------ |
| 1       | Natalia Barbu       | In The Middle    | 24     |
| 2       | Valeria Pasha       | Anti Princess    | 24     |
| 3       | Iulia Teleucă       | Runaway          | 16     |
| 4       | Catalina Solomac    | Fever            | 14     |
| 5       | Julea Viola         | Light Up         | 9      |
| 6       | Reghina Alexandrina | Contrasens       | 9      |
| 7       | Nicoleta Sava       | Bravo            | 8      |
| 8       | OL                  | No Time No Space | 7      |
| 9       | Sasha Letty         | DNA              | 6      |
| 10      | Y-Limit             | REVOLUTION       | 2      |
| 11      | Victor Gulick       | Fever            | 1      |

## In Malmö
Moldavië trad aan in de eerste halve finale op dinsdag 7 mei. Het land trad aan als 11de act, en kwalificeerde zich niet voor de grote finale. 
2005 · 2006 · 2007 · 2008 · 2009 · 2010 · 2011 · 2012 · 2013 · 2014 · 2015 · 2016 · 2017 · 2018 · 2019 · 2020 · 2021 · 2022 · 2023 · 2024 · 2025
Albanië · Armenië · Australië · Azerbeidzjan · België · Cyprus · Denemarken · Duitsland · Estland · Finland · Frankrijk · Georgië · Griekenland · Ierland · IJsland · Israël · Italië · Kroatië · Letland · Litouwen · Luxemburg · Malta · Moldavië · Nederland · Noorwegen · Oekraïne · Oostenrijk · Polen · Portugal · San Marino · Servië · Slovenië · Spanje · Tsjechië · Verenigd Koninkrijk · Zweden · Zwitserland